# James F. Allen
 (février 2013).
James Frederick Allen (né en 1950) est un linguiste informatique reconnu pour ses contributions à la logique temporelle, notamment en algèbre des intervalles. Il a donné son nom à l'algèbre des intervalles d'Allen, une méthode de calcul de logique temporelle qu'il a présentée en 1983. Il occupe la chaire d'informatique John H. Dessauer à l'Université de Rochester.